# Jorge Carcagno
Jorge Raúl Carcagno (Mercedes, Buenos Aires; 28 de octubre de 1922-22 de enero de 1983) fue un militar argentino que llegó a teniente general. Fue el comandante general del Ejército desde el 25 de mayo de 1973 hasta el 19 de diciembre de 1973.

## Biografía
Jorge Raúl Carcagno nació en Mercedes, provincia de Buenos Aires, el 28 de octubre de 1922, y sus padres fueron Lorenzo Carcagno y María Esther Loza. Ingresó al Colegio Militar de la Nación como cadete en el área de infantería el 18 de marzo de 1939. Egresó de allí cuatro años más tarde, y entre 1951 y 1953 estudió en la Escuela Superior de Guerra.
Fue profesor de táctica en la Escuela Superior Técnica en el año 1956, tres años después agregado militar en la embajada argentina en Venezuela, y profesor de estrategia en el curso de coroneles del Centro de Altos Estudios en 1964.
El 28 de junio de 1966, se produjo un golpe de Estado que derrocó al presidente Arturo Illia. Carcagno fue nombrado interventor federal en la provincia de Catamarca, cargo que mantuvo hasta el 5 de agosto de ese año. Luego, fue segundo comandante y jefe de Estado Mayor de la IV Brigada de Infantería Aerotransportada.
Cuando estalló el "Cordobazo" en Córdoba el 29 de mayo de 1969, era general de brigada y comandante de la IV Brigada de Infantería Aerotransportada, con asiento en camino a La Calera km 8 ½. Estuvo a cargo de las fuerzas de represión por orden del gobierno militar. Estuvo brevemente como interventor de la provincia de Córdoba desde el 16 de junio hasta el 5 de julio de 1969, estableciendo contacto con el sector político y sindical.
La Brigada IV desempeñó tareas de acción cívica en beneficio de las villas de emergencia cordobesas, girando a una política populista. En diciembre de 1972 ascendió a general de división y asumió el comando del V Cuerpo de Ejército con asiento en Bahia Blanca. Fue escogido por el presidente Héctor Cámpora para desempeñar como comandante en jefe del Ejército el 25 de mayo de 1973, sustituyendo al teniente general Alejandro Agustín Lanusse.
Carcagno fue designado interventor de YPF, y desempeñó ese cargo desde el 25 de julio de 1970 hasta el 8 de junio de 1971. Después, fue comandante del V Cuerpo de Ejército. En mayo de 1973, el flamante presidente constitucional Héctor José Cámpora lo nombró comandante general del Ejército. Sin embargo, Juan Domingo Perón lo obligó a dejar el cargo a fin de reforzar la autoridad de éste ante el Ejército. Pasó a retiro el 19 de diciembre de 1973, siendo sustituido por Leandro Anaya. Carcagno afirmó que su remoción se debió a sus capacidades de liderazgo dentro del mismo. Por entonces, había dado comienzo al Operativo Dorrego, la cual buscaba estrechar lazos entre el gobierno y la militancia juvenil.
El 4 de octubre de 1973 lanzó el Operativo Dorrego, un conjunto de obras cívicas en la provincia de Buenos Aires (en las áreas del centro-oeste, afectadas por recientes inundaciones), entre tropas del Ejército y militantes de la JP. Asimismo, impulsó el retiro de las misiones militares extranjeras de Estados Unidos y Francia, que estaban presentes en el Edificio Libertador desde 1960.
Falleció el 22 de enero de 1983.